# 約翰·畢斯利
約翰·麥可·畢斯利（英語：John Michael Beasley，1944年2月5日—），出生於美國德克薩斯州特克薩卡納，為前美國職業籃球運動員。
畢斯利早年就讀於德州農工大學，並出任校隊的前鋒或中鋒的位置，雖然他在1966年NBA選秀大會中於第五輪被巴爾的摩子彈選中。但畢斯利從未參加任何一場NBA比賽，整個職業生涯皆效力於美國籃球協會（ABA）。
畢斯利在美國籃球協會效力了七個賽季（1967–1974），期間先後效力過達拉斯 / 德克薩斯矮樹叢和猶他之星等球隊。1969年，畢斯利在1969年ABA全明星賽中攻下19分和14籃板，賽後他被評選為ABA全明星賽最有價值球員。
七年職業生涯中，畢斯利總共得到6,909分，並搶下4,257籃板和送出602助攻。

## 外部連結
- 約翰·畢斯利 (籃球運動員)在Basketball-Reference.com（NBA）（英语）
- 約翰·畢斯利 (籃球運動員)在Sports-Reference.com（NCAA）（英语）
- 約翰·畢斯利 (籃球運動員)在Proballers（英语）
- 約翰·畢斯利 (籃球運動員)在RealGM（英语）